# Big Sean
Sean Michael Leonard Anderson (Santa Monica, 25 maart 1988), bekend als Big Sean, is een Amerikaans rapper die onder contract staat bij de platenmaatschappij van Kanye West, GOOD Music.

## Biografie
Sean werd geboren in Santa Monica, Californië. Toen hij twee maanden oud was verhuisde hij naar Detroit, Michigan. Sean begon op de middelbare school met rappen, waarna hij wekelijks meedeed aan een "battle-show" op de radio. In 2005 hoorde Kanye West Big Sean rappen en hij besloot een mixtape voor hem te produceren. Twee jaar later tekende Sean een contract bij GOOD Music.
Hij bracht enkele mixtapes uit en begon steeds meer door te breken bij het grote publiek. Op 28 juni 2011 bracht hij zijn eerste officiële album, Finally Famous uit. Dit album werd een relatief groot succes. Op het album staan drie singles, "My Last", "Marvin & Chardonnay" en "Dance (A$$)". Het album bevat onder andere gastoptredens van  Lupe Fiasco, John Legend, Pharrell, Kanye West, Roscoe Dash, Wiz Khalifa, Chiddy Bang, Rick Ross, Pusha T en Chris Brown.
In 2012 bracht hij samen met het label GOOD Music een album getiteld Cruel Summer uit. Daarnaast bracht hij zijn tweede studioalbum, Hall of Fame, uit.
Inmiddels heeft hij weer een paar singles uitgebracht, onder andere Best Mistake, met Ariana Grande.
Sean had tot april 2015 een relatie met popzangeres Ariana Grande. De relatie heeft acht maanden stand gehouden.

## Discografie

### Albums
| Album             | Datum van verschijnen | Hoogste notering in de VS | Label                | Opmerkingen      |
| ----------------- | --------------------- | ------------------------- | -------------------- | ---------------- |
| Finally Famous    | 28 juni 2011          | 3                         | GOOD Music / Def Jam |                  |
| Hall of Fame      | 27 augustus 2013      | 3                         | GOOD Music / Def Jam |                  |
| Dark Sky Paradise | 24 februari 2015      | 1                         | GOOD Music / Def Jam |                  |
| I Decided         | 3 februari 2017       | 1                         | GOOD Music / Def Jam |                  |
| Double or Nothing | 8 december 2017       | 6                         | GOOD Music / Def Jam | Met Metro Boomin |

### Singles
| Single met eventuele hitnotering(en) in de Nederlandse Top 40 | Datum van verschijnen | Datum van binnenkomst | Hoogste positie | Aantal weken | Opmerkingen                                                                                  |
| ------------------------------------------------------------- | --------------------- | --------------------- | --------------- | ------------ | -------------------------------------------------------------------------------------------- |
| As long as you love me                                        | 11-06-2012            | -                     |                 |              | met Justin Bieber / Nr. 33 in de Single Top 100                                              |
| Clique                                                        | 24-09-2012            | -                     |                 |              | met Kanye West & Jay-Z / Nr. 85 in de Single Top 100                                         |
| Wild                                                          | 28-05-2013            | 08-06-2013            | tip6            | -            | met Jessie J & Dizzee Rascal / Nr. 63 in de Single Top 100                                   |
| Best mistake                                                  | 2014                  | -                     |                 |              | met Ariana Grande / Nr. 67 in de Single Top 100                                              |
| No pressure                                                   | 13-11-2015            | -                     |                 |              | met Justin Bieber / Nr. 26 in de Single Top 100                                              |
| Bounce back                                                   | 2016                  | -                     |                 |              | Nr. 76 in de Single Top 100                                                                  |
| Feels                                                         | 2017                  | 08-07-2017            | 6               | 20           | met Calvin Harris, Pharrell Williams & Katy Perry / Nr. 9 in de Single Top 100 / Alarmschijf |
| Miracles (Someone special)                                    | 14-07-2017            | 29-07-2017            | 30              | 9            | met Coldplay / Alarmschijf                                                                   |

| Single met hitnotering(en) in de Vlaamse Ultratop 50 | Datum van verschijnen | Datum van binnenkomst | Hoogste positie | Aantal weken | Opmerkingen                                                                     |
| ---------------------------------------------------- | --------------------- | --------------------- | --------------- | ------------ | ------------------------------------------------------------------------------- |
| As long as you love me                               | 2012                  | 23-06-2012            | 31              | 3            | met Justin Bieber                                                               |
| Mercy                                                | 23-04-2012            | 08-09-2012            | tip85           | -            | met Pusha T, 2 Chainz & Kanye West                                              |
| Clique                                               | 2012                  | 29-09-2012            | tip6            | -            | met Kanye West & Jay-Z                                                          |
| Wild                                                 | 2013                  | 01-06-2013            | tip5            | -            | met Jessie J & Dizzee Rascal                                                    |
| Best mistake                                         | 2014                  | 23-08-2013            | 49              | 1            | met Ariana Grande                                                               |
| Open wide                                            | 2014                  | 15-11-2014            | tip8            | -            | met Calvin Harris                                                               |
| I don't fuck with you                                | 2014                  | 29-11-2014            | tip49           | -            | met E-40                                                                        |
| Blessings                                            | 2015                  | 14-03-2015            | tip69           | -            | met Drake                                                                       |
| Champions                                            | 2016                  | 23-07-2016            | tip             | -            | met Kanye West, Gucci Mane, 2 Chainz, Travis Scott, Yo Gotti, Quavo & Desiigner |
| Bounce back                                          | 2016                  | 21-01-2017            | tip             | -            |                                                                                 |
| Feels                                                | 2017                  | 08-07-2017            | 3               | 25           | met Calvin Harris, Pharrell Williams & Kate Perry                               |
| Miracles (Someone special)                           | 2017                  | 29-07-2017            | 26              | 13           | met Coldplay                                                                    |
| Alone                                                | 2018                  | 21-04-2018            | tip             | -            | met Halsey & Stefflon Don                                                       |

- Bibliothèque nationale de France: cb16168740h (data)
- Gemeinsame Normdatei: 1071158600
- International Standard Name Identifier: 0000 0001 2045 6134
- Library of Congress Control Number: no2011097065
- MusicBrainz: 942a9807-9c1a-4a0e-a285-1fde2c5be9d1
- Système universitaire de documentation: 160746752
- Virtual International Authority File: 171373099
- WorldCat: E39PBJgXcydkDtxkW93QgMTCQq